# Any Day Now
Any Day Now es el octavo álbum de estudio de la cantante estadounidense Joan Báez, publicado por la compañía discográfica Vanguard Records en diciembre de 1968. El álbum, publicado como doble disco de vinilo en la época, recoge exclusivamente versiones de canciones de Bob Dylan y alcanzó el puesto treinta en la lista estadounidense Billboard 200.

## Historia
En el momento de su publicación, seis de las canciones de Any Day Now no habían sido todavía publicadas en ningún disco de Bob Dylan. Solo una, «Love Is Just a Four-Letter Word», no había sido grabada por el propio músico. El álbum fue producido durante una sesión de grabación maratoniana en Nashville, Tennessee en septiembre de 1968, que dio lugar a dos discos: Any Day Now y su sucesor, David's Album, publicado un año después. 
La publicación original en vinilo incluyó ilustraciones realizadas por la propia Báez. Any Day Now fue certificado como disco de oro por la RIAA un año después.

## Lista de canciones
Todas las canciones escritas por Bob Dylan excepto donde se anota.
1. "Love Minus Zero/No Limit" - 2:42
2. "North Country Blues" - 5:00
3. "You Ain't Goin' Nowhere" - 3:00
4. "Drifter's Escape" - 2:53
5. "I Pity the Poor Immigrant" - 3:43
6. "Tears of Rage" (Bob Dylan, Richard Manuel) - 4:20
7. "Sad Eyed Lady of the Lowlands" - 11:13
8. "Love Is Just a Four-Letter Word" - 4:25
9. "I Dreamed I Saw St. Augustine" - 3:14
10. "Walls of Red Wing" - 3:50
11. "Dear Landlord" - 3:00
12. "One Too Many Mornings" - 3:10
13. "I Shall Be Released" - 3:54
14. "Boots of Spanish Leather" - 4:31
15. "Walkin' Down the Line" - 3:20
16. "Restless Farewell" - 5:45

## Personal
- Joan Báez: voz y guitarra acústica
- Fred Carter: mandolina
- Pete Drake: pedal steel guitar
- Johnny Gimble: violín
- Roy Huskey, Jr.: bajo
- Tommy Jackson: violín
- Jerry Kennedy: guitarra
- Jerry Reed: guitarra
- Harold Bradley: guitarra y dobro
- Hargus "Pig" Robbins: piano
- Stephen Stills: guitarra
- Harold Rugg: guitarra y dobro
- Grady Martin: guitarra
- Buddy Spicher: violín
- Norbert Putnam: bajo
- Kenny Buttrey: batería

## Posición en listas
| País           | Lista         | Posición |
| -------------- | ------------- | -------- |
| Estados Unidos | Billboard 200 | 30       |